# Сан Джорджо Бигарело
Сан Джо̀рджо Бигарѐло (на италиански: San Giorgio Bigarello, на местен диалект: San Sors Bigarel, Сан Сорс Бигарел) е община в Северна Италия, провинция Мантуа, регион Ломбардия. Административен център на общината е село Мотела (Mottella), което е разположено на 25 m надморска височина. Населението на общината е 13 654 души (към 2019 г.).
Общината е създадена в 1 януари 2019 г. Тя се състои от предшествуващите общини Бигарело и Сан Джорджо ди Мантова.